# سیدنی اسپنسر
سیدنی اسپنسر (انگلیسی: Sidney Spencer؛ زادهٔ ۷ مارس ۱۹۸۵) بازیکن بسکتبال اهل ایالات متحده آمریکا است.
از باشگاه‌هایی که در آن بازی کرده‌است می‌توان به فینکس مرکوری اشاره کرد.